# Меделян Георгій Миколайович
Георгій Миколайович Меделян (13.05.1979—2.05.2022) — солдат Збройних Сил України, учасник російсько-української війни, що загинув під час російського вторгнення в Україну.

## Життєпис
Народився 13 травня 1979 року в м. Черкасах.
Навчався у Черкаській школі № 17, закінчив Черкаський політехнічний технікум, працював електриком. Також отримав освіту в Харківському авіаційному інституті. Займався підприємницькою діяльністю.
Під час російського вторгнення в Україну добровільно пішов у тероборону на другий день повномасштабної війни, а саме - 25 лютого. Солдат Черкаської територіальної оборони. 
В боях біля Попасної Луганської області отримав важкі осколкові та кульові поранення, в результаті яких помер 2 травня 2022 року в лікувальному закладі м. Дніпра. 
Похований в м. Черкасах. Залишилися дружина, мама з братом, племінники.  

## Нагороди
- орден «За мужність» III ступеня (посмертно) — за особисту мужність і самовіддані дії, виявлені у захисті державного суверенітету та територіальної цілісності України, вірність військовій присязі[3].